# جوسيف روبرتسون
جوسيف روبرتسون (بالإنجليزية: Josef Robertson) هو منافس ألعاب قوى جامايكي، ولد في 14 مايو 1987.

## وصلات خارجية
- جوسيف روبرتسون على موقع الاتحاد الدولي لألعاب القوى (الإنجليزية)
- جوسيف روبرتسون على موقع أوليمبيديا (الإنجليزية)
- جوسيف روبرتسون على موقع اتحاد ألعاب الكومنولث (مؤرشف) (الإنجليزية)